# Bromsstrålning

Bromsstrålning alstras när en elektron med hög energi avlänkas av det starka elektriska fältet nära en atomkärna.

Bromsstrålning, eller Bremsstrahlung (tyska) kallas det när elektriska laddningar accelereras eller retarderas och utsänder elektromagnetisk strålning. Bromsstrålningen ger ett kontinuerligt spektrum. Denna effekt använder man i röntgenrör för att producera röntgenstrålning på syntetisk väg. Även synkrotronstrålning skapas med hjälp av denna effekt, exempelvis i MAX IV-laboratoriet i Lund.